# 1954-es Le Mans-i 24 órás verseny
A 22. Le Mans-i 24 órás versenyt 1954. június 12-e és június 13-a között rendezték meg.

## Végeredmény
|    | Kategória | #  | Csapat                        | Versenyzők                                | Modell                       | Motor               | Körök |
| -- | --------- | -- | ----------------------------- | ----------------------------------------- | ---------------------------- | ------------------- | ----- |
| 1  | S 5.0     | 4  | Scuderia Ferrari              | José Froilán González Maurice Trintignant | Ferrari 375 Plus             | Ferrari 5.0L V12    | 302   |
| 2  | S 5.0     | 14 | Jaguar Cars Ltd.              | Duncan Hamilton Tony Rolt                 | Jaguar D-Type                | Jaguar 3.4L I6      | 301   |
| 3  | S 8.0     | 2  | Briggs Cunningham             | William Spear Sherwood Johnston           | Cunningham C4-R              | Chrysler 5.5L V8    | 283   |
| 4  | S 5.0     | 16 | Ecurie Francorchamps          | Roger Laurent Jacques Swaters             | Jaguar C-Type                | Jaguar 3.4L I6      | 277   |
| 5  | S 8.0     | 1  | Briggs Cunningham             | Briggs Cunningham John Gordon Bennet      | Cunningham C4-R              | Chrysler 5.5L V8    | 274   |
| 6  | S 3.0     | 30 | Equipe Gordini                | André Guelfi Jacques Pollet               | Gordini T15                  | Gordini 2.5L I6     | 263   |
| 7  | S 2.0     | 35 | Bristol Aeroplane Company     | Peter S. Wilson Jim Mayers                | Bristol 450                  | Bristol 2.0L I6     | 260   |
| 8  | S 2.0     | 33 | Bristol Aeroplane Company     | Tommy Wisdom Jack Fairman                 | Bristol 450                  | Bristol 2.0L I6     | 257   |
| 9  | S 2.0     | 34 | Bristol Aeroplane Company     | Mike Keen John Line                       | Bristol 450                  | Bristol 2.0L I6     | 255   |
| 10 | S 750     | 57 | Automobiles Deutsch et Bonnet | René Bonnet Élie Bayol                    | DB HBR                       | Panhard 0.7L Flat-2 | 240   |
| 11 | S 2.0     | 36 | Automobiles Frazer Nash Ltd.  | Maurice Gatsonides Marcel Becquart        | Frazer Nash Le Mans Coupe    | Bristol 2.0L I6     | 228   |
| 12 | S 1.5     | 39 | Porsche KG                    | Johnny Claes Pierre Stasse                | Porsche 550/4 RS 1500 Spyder | Porsche 1.5L Flat-4 | 228   |
| 13 | S 750     | 55 | Ets. Monopole                 | Jean Hèmard Pierre Flahaut                | Monopole X84                 | Panhard 0.6L Flat-2 | 222   |
| 14 | S 1.1     | 47 | Porsche KG                    | Zora Arkus-Duntov Gustave Olivier         | Porsche 550/4 RS 1100 Spyder | Porsche 1.1L Flat-4 | 216   |
| 15 | S 2.0     | 62 | Edgar B. Wadsworth            | Edgar Wadsworth John Brown                | Triumph TR2                  | Triumph 2.0L I4     | 214   |
| 16 | S 750     | 56 | Ecurie Jeudy-Bonnet           | Marc Gignoux Louis Cornet                 | DB HBR                       | Panhard 0.7L Flat-2 | 213   |

## Nem értékelhető
|    | Kategória | #  | Csapat                          | Versenyzők                  | Modell      | Motor               | Kör |
| -- | --------- | -- | ------------------------------- | --------------------------- | ----------- | ------------------- | --- |
| 17 | S 750     | 59 | Automobiles Panhard et Levassor | René Cotton André Beaulieux | Panhard X88 | Panhard 0.6L Flat-2 | 195 |
| 18 | S 750     | 54 | P. Garzynski                    | René Breuil Jean Py         | BG Le Mans  | Renault 0.7L I4     | 194 |

## Kizárva
|    | Kategória | #  | Csapat              | Versenyzők                                  | Modell                | Motor            | Kör |
| -- | --------- | -- | ------------------- | ------------------------------------------- | --------------------- | ---------------- | --- |
| 19 | S 5.0     | 11 | Georges Grignard    | Jean Blanc Serge Nersessian                 | Talbot T26 Gran Sport | Talbot 4.6L I6   | 206 |
| 20 | S 1.5     | 43 | Automobili O.S.C.A. | Lance Macklin Pierre Leygonie James Simpson | O.S.C.A. MT-4 1500    | O.S.C.A. 1.5L I4 | 247 |

## Nem ért célba
|    | Kategória | #  | Csapat                                     | Versenyzők                                    | Modell                       | Motor                             | Körök |
| -- | --------- | -- | ------------------------------------------ | --------------------------------------------- | ---------------------------- | --------------------------------- | ----- |
| 21 | S 1.5     | 42 | Automobili O.S.C.A.                        | Jacques Péron Francesco Giardini              | O.S.C.A. MT-4 1500           | O.S.C.A. 1.5L I4                  | 243   |
| 22 | S 5.0     | 8  | David Brown                                | Reg Parnell Roy Salvadori                     | Aston Martin DB3S SC         | Aston Martin 2.9L Supercharged I6 | 222   |
| 23 | S 1.1     | 63 | Lucien Farnaud                             | Lucien Farnaud Adolfo Macchieraldo            | O.S.C.A. MT-4 1100           | O.S.C.A. 1.1L I4                  | 199   |
| 24 | S 750     | 49 | Automobiles VP                             | Yves Giraud-Cabantous Just-Emile Verney       | VP 166R                      | Renault 0.7L I4                   | 190   |
| 25 | S 5.0     | 5  | Scuderia Ferrari                           | Robert Manzon Louis Rosier                    | Ferrari 375 Plus             | Ferrari 5.0L V12                  | 177   |
| 26 | S 750     | 58 | Automobiles Panhard et Levassor            | Pierre Chancel Robert Chancel                 | Monopole X88                 | Panhard 0.6L Flat-2               | 157   |
| 27 | S 1.5     | 41 | Porsche KG                                 | Hans Herrmann Helmut Polensky                 | Porsche 550/4 RS 1500 Spyder | Porsche 1.5L Flat-4               | 148   |
| 28 | S 3.0     | 20 | David Brown                                | Prince Birabongse Bhanubandh Peter Collins    | Aston Martin DB3S Coupe      | Aston Martin 2.9L I6              | 138   |
| 29 | S 5.0     | 15 | Jaguar Cars Ltd.                           | Peter Whitehead Ken Wharton                   | Jaguar D-Type                | Jaguar 3.4L I6                    | 131   |
| 30 | S 3.0     | 27 | Jean-Paul Colas                            | Jean-Paul Colas Hernando da Silva Ramos       | Aston Martin DB2/4 Vignale   | Aston Martin 2.9L I6              | 121   |
| 31 | S 5.0     | 6  | Briggs Cunningham                          | Phil Walters John Fitch                       | Ferrari 375MM                | Ferrari 4.5L V12                  | 120   |
| 32 | S 2.0     | 28 | Officine Alfieri Maserati                  | Alfonso de Portago Carlo Tomasi               | Maserati A6GCS               | Maserati 2.0L I6                  | 116   |
| 33 | S 2.0     | 38 | Automobiles Frazer Nash Ltd. Sture Nottorp | Sture Nottorp Ivar Andersson                  | Frazer Nash Le Mans          | Bristol 2.0L I6                   | 109   |
| 34 | S 750     | 52 | Ecurie Jeudy-Bonnet                        | Marc Azéma Alphonse de Burnay                 | DB HBR                       | Renault 0.7L I4                   | 102   |
| 35 | S 2.0     | 44 | Alexandre Constantin                       | Edmond Mouche Alexandre Constantin            | Constantin Barquette         | Peugeot 1.3L Supercharged I4      | 95    |
| 36 | S 5.0     | 12 | Jaguar Cars Ltd.                           | Stirling Moss Peter Walker                    | Jaguar D-Type                | Jaguar 3.4L I6                    | 92    |
| 37 | S 5.0     | 3  | Scuderia Ferrari                           | Umberto Maglioli Paolo Marzotto               | Ferrari 375 Plus             | Ferrari 5.0L V12                  | 88    |
| 38 | S 1.1     | 46 | Kieft Cars Ltd.                            | Alan Rippon William Black                     | Kieft                        | Coventry Climax 1.1L I4           | 86    |
| 39 | S 1.1     | 65 | Equipe Gordini                             | André Pilette Gilberte Thirion                | Gordini T17S                 | Gordini 1.1L I4                   | 76    |
| 40 | S 3.0     | 19 | Equipe Gordini                             | Jean Behra André Simon                        | Gordini T24S                 | Gordini 3.0L I8                   | 76    |
| 41 | S 3.0     | 22 | David Brown                                | Carroll Shelby Paul Frére                     | Aston Martin DB3S            | Aston Martin 2.9L I6              | 74    |
| 42 | S 750     | 50 | Guy Michel et André Guillard               | Guy Michel André Guillard                     | Renault 4CV                  | Renault 0.7L I4                   | 73    |
| 43 | S 3.0     | 21 | David Brown                                | Ian Stewart Graham Whitehead                  | Aston Martin DB3S Coupe      | Aston Martin 2.9L I6              | 64    |
| 44 | S 5.0     | 9  | Ecurie Rossier                             | Jean-Louis Rosier Pierre Meyrat               | Talbot-Lago T26 Gran Sport   | Talbot-Lago 4.5L I6               | 62    |
| 45 | S 2.0     | 31 | Equipe Gordini                             | Charles de Clareur André Moynet               | Gordini T15                  | Gordini 2.0L I6                   | 54    |
| 46 | S 2.0     | 37 | Automobiles Frazer Nash Ltd.               | Rodney F. Peacock Gerry A. Ruddock            | Frazer Nash Le Mans          | Bristol 2.0L I6                   | 49    |
| 47 | S 5.0     | 10 | Pierre Levegh                              | Pierre Levegh Lino Fayen                      | Talbot-Lago T26 Gran Sport   | Talbot-Lago 4.4L I6               | 33    |
| 48 | S 1.1     | 48 | Kieft Cars Ltd.                            | Georges Trouis Alfred P. Hitchings            | Kieft Sport                  | MG 1.1L I4                        | 26    |
| 49 | S 5.0     | 7  | David Brown                                | Eric Thompson Dennis Poore                    | Lagonda DP115                | Lagonda 4.5L V12                  | 25    |
| 50 | S 750     | 66 | Jacques Faucher                            | Jacques Faucher Jean Hébert                   | Renault 4CV                  | Renault 0.7L I4                   | 20    |
| 51 | S 750     | 51 | Automobiles Deutsch et Bonnet              | Pierre-Louis Dreyfus Leon Dernier Jean Lucas  | DB HBR                       | Renault 0.7L I4                   | 8     |
| 52 | S 750     | 53 | Nardi et Co.                               | Alexandre Gacon Dr. Mario Damonte             | Nardi 750LM                  | Crosley 0.7L I4                   | 7     |
| 53 | S 5.0     | 18 | Luigi Chinetti                             | Porfirio Rubirosa Innocente Baggio            | Ferrari 375MM Berlinetta     | Ferrari 4.5L V12                  | 5     |
| 54 | S 750     | 60 | Automobiles Panhard et Levassor            | Lucien Pailler Jacques Dewez                  | Panhard X88                  | Panhard 0.6L Flat-2               | 5     |
| 55 | S 1.5     | 40 | Porsche KG                                 | Richard von Frankenberg Helm Glöckler         | Porsche 550/4 RS 1500 Spyder | Porsche 1.5L Flat-4               | 4     |
| 56 | S 750     | 64 | Ecurie Jeudy-Bonnet                        | Claude Storez Jean-Claude Vidilles Jean Lucas | DB HBR                       | Renault 0.7L I4                   | 4     |
| 57 | S 750     | 61 | Automobiles Panhard et Levassor            | Eugéne Dussous Jacques Savoye                 | Panhard X84                  | Panhard 0.6L Flat-2               | 0     |